# Isaac Nauta
Isaac Nauta (Buford, 21 maggio 1997) è un giocatore di football americano statunitense che milita nel ruolo di tight end per gli Arlington Renegades della X Football League (XFL).

## Carriera professionistica

### Detroit Lions
Nauta fu scelto nel corso del settimo giro (224º assoluto) del Draft NFL 2019 dai Detroit Lions. Fu svincolato il 31 agosto 2019, ma rifirmò per la squadra di allenamento il giorno successivo. Fu promosso nel roster attivo il 23 novembre 2019 e chiuse la sua stagione da rookie con 2 ricezioni per 13 yard in 6 presenze, nessuna delle quali come titolare.